# تنيسون (ويسكونسن)
تنيسون (بالإنجليزية: Tennyson, Wisconsin)‏ هي قرية تقع في الولايات المتحدة في مقاطعة غرانت (ويسكونسن). يقدر عدد سكانها بـ 355 نسمة ومساحتها 1.09 كم2 وترتفع عن سطح البحر 284 متر.

## التركيبة السكانية
قام مكتب تعداد الولايات المتحدة بتحديد بيانات التركيبة السكانية لتنيسون في تعداد الولايات المتحدة. في ما يلي، التركيبة السكانية حسب تعدادي 2000 و2010.

### تعداد عام 2000
بلغ عدد سكان تنيسون 370 نسمة بحسب تعداد عام 2000، وبلغ عدد الأسر 139 أسرة وعدد العائلات 102 عائلة مقيمة في القرية. في حين سجلت الكثافة السكانية 878.7 نسمة لكل ميل مربع (339.3/كم2). وبلغ عدد الوحدات السكنية 143 وحدة بمتوسط كثافة قدره 339.6 نسمة لكل ميل مربع (131.1/كم2).
وتوزع التركيب العرقي للقرية بنسبة 100.00% من البيض.
بلغ عدد الأسر 139 أسرة كانت نسبة 31.7% منها لديها أطفال تحت سن الثامنة عشر تعيش معهم، وبلغت نسبة الأزواج القاطنين مع بعضهم البعض 69.8% من أصل المجموع الكلي للأسر، ونسبة 4.3% من الأسر كان لديها معيلات من الإناث دون وجود شريك، وكانت نسبة 25.9% من غير العائلات. تألفت نسبة 23.7% من أصل جميع الأسر من أفراد ونسبة 9.4% كانوا يعيش معهم شخص وحيد يبلغ من العمر 65 عاماً فما فوق. وبلغ متوسط حجم الأسرة المعيشية 3.16، أما متوسط حجم العائلات فبلغ 2.66.
بلغ العمر الوسطي للسكان 40 عاماً. وكانت نسبة 26.8% من القاطنين تحت سن الثامنة عشر، وكانت نسبة 5.7% بين الثامنة عشر والأربعة وعشرون عاماً، ونسبة 25.7% كانت واقعةً في الفئة العمرية ما بين الخامسة والعشرون حتى والأربعة وأربعون عاماً، ونسبة 23.8% كانت ما بين الخامسة والأربعون حتى الرابعة والستون، ونسبة 18.1% كانت ضمن فئة الخامسة والستون عاماً فما فوق. يوجد لكل 100 أنثى 103.3 ذكر، ويوجد لكل 100 أنثى في الثامنة عشر من عمرها فما فوق 99.3 ذكر.
بلغ متوسط دخل الأسرة في القرية 35,000 دولار، أما متوسط دخل العائلة فبلغ 47,500 دولار. وكان متوسط دخل الذكور 31,023 دولار مقابل 19,821 دولار للإناث. وسجل دخل الفرد الخاص بالقرية 17,065 دولار. وكانت نسبة 2.2% من العائلات ونسبة 4.0% من السكان تحت خط الفقر، ولا أحد منهم تحت سن الثامنة عشر ونسبة 15.5% في الخامسة والستين من العمر وما فوق.

### تعداد عام 2010
بلغ عدد سكان تنيسون 355 نسمة بحسب تعداد عام 2010، وبلغ عدد الأسر 144 أسرة وعدد العائلات 102 عائلة مقيمة في القرية. في حين سجلت الكثافة السكانية 845.2 نسمة لكل ميل مربع (326.3/كم2). وبلغ عدد الوحدات السكنية 148 وحدة بمتوسط كثافة قدره 352.4 لكل ميل مربع (136.1/كم2).
وتوزع التركيب العرقي للقرية بنسبة 99.4% من البيض و 0.6% من الأمريكيين الأصليين.
بلغ عدد الأسر 144 أسرة كانت نسبة 33.3% منها لديها أطفال تحت سن الثامنة عشر تعيش معهم، وبلغت نسبة الأزواج القاطنين مع بعضهم البعض 54.9% من أصل المجموع الكلي للأسر، ونسبة 13.2% من الأسر كان لديها معيلات من الإناث دون وجود شريك، بينما كانت نسبة 2.8% من الأسر لديها معيلون من الذكور دون وجود شريكة وكانت نسبة 29.2% من غير العائلات. تألفت نسبة 24.3% من أصل جميع الأسر من أفراد ونسبة 17.4% كانوا يعيش معهم شخص وحيد يبلغ من العمر 65 عاماً فما فوق. وبلغ متوسط حجم الأسرة المعيشية 2.90، أما متوسط حجم العائلات فبلغ 2.47.
بلغ العمر الوسطي للسكان 44.3 عاماً. وكانت نسبة 23.7% من القاطنين تحت سن الثامنة عشر، وكانت نسبة 9% بين الثامنة عشر والأربعة وعشرون عاماً، ونسبة 17.7% كانت واقعةً في الفئة العمرية ما بين الخامسة والعشرون حتى والأربعة وأربعون عاماً، ونسبة 28% كانت ما بين الخامسة والأربعون حتى الرابعة والستون، ونسبة 21.7% كانت ضمن فئة الخامسة والستون عاماً فما فوق. وتوزع التركيب الجنسي للسكان بنسبة 51.8% ذكور و48.2% إناث.